# Fatti della scuola Diaz
I fatti della scuola Diaz sono avvenuti al termine delle tre giornate del vertice G8 di Genova 2001, nel quartiere di Albaro, a Genova. Nella notte del 21 luglio 2001, nel complesso scolastico Diaz-Pertini e Pascoli, in quell'occasione adibito a centro stampa del coordinamento del Genoa Social Forum, rappresentato da Vittorio Agnoletto, facevano irruzione i Reparti mobili della Polizia di Stato con il supporto operativo di alcuni battaglioni dei Carabinieri. Furono fermati 93 attivisti e di questi, 63 furono poi portati in ospedale, tre dei quali in prognosi riservata e uno in coma. Il primo giornalista a entrare nella scuola Diaz fu Gianfranco Botta e le sue immagini fecero il giro del mondo: le immagini testimoniavano quello che fu definito lo scenario di un pestaggio da "macelleria messicana" dal vicequestore Michelangelo Fournier. Finirono sotto accusa 125 poliziotti, compresi dirigenti e capisquadra.
Tra i 93 giornalisti e attivisti, ospiti all'interno della scuola per passare la notte, dopo l'irruzione della polizia, 82 furono feriti e 63 finirono in ospedale, da qui parte di loro fu nella notte prelevata dalla polizia e portata nella caserma del reparto mobile di Genova Bolzaneto, i restanti 19 seppur feriti, vi furono portati direttamente dalla scuola.
All'operazione di polizia ha preso parte un numero tutt'oggi imprecisato di agenti: la Corte di Appello di Genova, pur richiamando questo fatto nelle motivazioni della sentenza di secondo grado, basandosi sulle informazioni fornite durante il processo dal questore Vincenzo Canterini, lo stima in circa "346 Poliziotti, oltre a 149 Carabinieri incaricati della cinturazione degli edifici".
I procedimenti penali aperti in merito alle responsabilità delle violenze, alle irregolarità e ai falsi dichiarati nelle ricostruzioni ufficiali sui fatti avvenuti alla Diaz e a Bolzaneto, si sono svolti nei successivi tredici anni, concludendosi nella maggior parte dei casi con assoluzioni, dovute all'impossibilità di individuare i diretti responsabili delle stesse o per l'intervenuta prescrizione dei reati.
Nell'aprile del 2015 la Corte europea dei diritti umani ha condannato lo Stato italiano al pagamento di un risarcimento di 45.000 € nei confronti di Arnaldo Cestaro, uno dei feriti che aveva fatto ricorso alla Corte europea, evidenziando così come durante l'operazione fossero avvenuti eventi contrari agli articoli 3, 6 e 13 della Convenzione europea per la salvaguardia dei diritti umani e delle libertà fondamentali, relativi alla tortura, alle vessazioni e condizioni degradanti e inumane. Il codice penale italiano, non prevedendo il reato di tortura, non ha permesso l'attribuzione di capi d'imputazione commisurati alle violenze verificatesi in quei giorni. Il 22 giugno 2017 la stessa Corte ha nuovamente condannato l'Italia per i fatti della scuola Diaz, riconoscendo che le leggi dello Stato risultano inadeguate a punire e a prevenire gli atti di torture dalle forze dell’ordine.

## L'irruzione all'interno della scuola
L'irruzione della polizia nella scuola, che ospitava attivisti e manifestanti legati al Genoa Social Forum, dopo il summit del G8, avvenne pochi minuti prima della mezzanotte. A dare il via all'irruzione è stato per primo il VII (settimo) Reparto mobile di Roma seguito da agenti appartenenti alla DIGOS e poi da altri agenti delle singole questure e commissariati mai del tutto individuati, mentre i Battaglioni dei Carabinieri non parteciparono attivamente all'irruzione, come dimostrato da numerosi video, ma si limitarono a circondare il perimetro e le zone adiacenti alla scuola.
Alcuni degli ospiti all'interno della scuola, tra i quali numerosi stranieri, riposavano nei sacchi a pelo, stesi nella palestra della scuola. Mark Covell, un giornalista inglese, la prima persona che i poliziotti incontrarono al di fuori dell'edificio, fu aggredito e percosso dagli agenti in tenuta antisommossa e finì in coma. Durante l'irruzione gli agenti di polizia aggredirono violentemente chi si trovava nella scuola, ferendo 82 persone su un totale di 93 arrestati. Tra i feriti 63 furono portati in ospedale e 19 furono portati nella caserma della polizia di Bolzaneto.
In base alla ricostruzione data nelle successive indagini e sentenze, per tentare di giustificare le violenze avvenute durante la perquisizione (e in parte la perquisizione stessa) alcuni dei responsabili delle forze dell'ordine decisero di portare all'interno della scuola Diaz delle bottiglie Molotov, trovate in realtà durante gli scontri della giornata e consegnate al generale Valerio Donnini nel pomeriggio, oltre a degli attrezzi da lavoro trovati in un cantiere vicino, prove che avrebbero dimostrato la presenza nella scuola di appartenenti all'ala violenta dei manifestanti.
Il poliziotto Massimo Nucera, a dimostrazione di una possibile reazione da parte degli occupanti, mostrò una coltellata sul giubbotto antiproiettile, secondo lui inferta da un occupante della scuola, che però, seppur fermato, non venne identificato. L'agente è stato successivamente accusato di falso e di calunnia: i periti ritennero infatti che il taglio sul giubbotto del poliziotto fosse stato fatto ad arte in un secondo momento. Assolto in primo grado, venne condannato in appello e poi in via definitiva a tre anni e cinque mesi (di cui effettivi solo cinque mesi per via dell'indulto) nel gennaio 2014. A fine 2013 Nucera venne condannato dal Consiglio provinciale di disciplina della polizia a una sospensione di un mese dello stipendio, poi convertita nel marzo del 2014, dopo ricorso all'allora capo della polizia Alessandro Pansa, a un giorno di stipendio.

## La catena di comando dell'operazione
La decisione dell'operazione alla scuola Diaz fu presa in due riunioni: nella prima venne decisa l'operazione, la seconda fu di carattere operativo.
Alla prima riunione presero parte il vicecapo della Polizia Ansoino Andreassi, il prefetto Arnaldo La Barbera, il questore di Genova Francesco Colucci, il capo del Servizio centrale operativo della Polizia Francesco Gratteri, il dirigente della Digos di Genova Spartaco Mortola, il dirigente della squadra mobile di Genova Nando Dominici, il direttore dell'Ucigos Giovanni Luperi, il dirigente della Digos di Bologna Lorenzo Murgolo, e poi sopraggiunsero il vicequestore di Genova Massimiliano Di Bernardini e il vicecapo dello Sco Gilberto Caldarozzi che riferirono della presunta aggressione ricevuta da una volante nei pressi della scuola Diaz. In questa riunione venne decisa l'operazione. A esprimere contrarietà o perplessità furono Andreassi, che in seguito dichiarò a questo riguardo che “tutti si stavano preparando ad andare a casa, la tensione stava scemando e dovevamo solo garantire il deflusso”, e Mortola. Venne contattato telefonicamente anche il capo della Polizia Gianni De Gennaro, che espresse il proprio assenso, raccomandando "prudenza e cautela".
Alla seconda riunione, di carattere operativo, sono presenti gli stessi della prima riunione, tranne Andreassi che aveva espresso contrarietà all'operazione, e altri dirigenti incaricati degli aspetti operativi.
Alla scuola Diaz, era affidata a Vincenzo Canterini, comandante del primo reparto mobile di Roma, l'irruzione e la messa in sicurezza dell'edificio, alla Digos, quindi a Spartaco Mortola, la perquisizione, a Lorenzo Murgolo il coordinamento tra i vari reparti. All'operazione presero parte anche Arnaldo La Barbera, che era quindi il più alto in grado nel luogo dell'operazione, Giovanni Luperi e Francesco Gratteri, che in qualità rispettivamente di capo dell'Ucigos e dello Sco erano i secondi in grado. Luperi poi testimoniò che La Barbera lasciò però il teatro dell'operazione, senza che lui se ne accorgesse, e quindi Luperi diventò il più alto in grado nel prosieguo dell'operazione, insieme a Gratteri capo dello Sco, ma come da lui dichiarato questo avvenne "senza accorgersene". Inoltre Canterini testimoniò che alla Diaz vi era una "macedonia di reparti" delle forze dell'ordine, per cui la situazione era confusa, e anche la direzione dell'operazione nell'edificio non era chiaramente attribuibile a lui, in quanto Canterini dirigeva solo il I Reparto Mobile, mentre ogni altro reparto impiegato nell'operazione rispondeva al proprio dirigente.

## Le indagini e il processo
Nella relazione della Procura di Genova, con cui si chiedeva il rinvio a giudizio, per responsabilità penale, di 28 poliziotti per le violenze alla scuola Diaz, i magistrati affermano di aver scoperto la sparizione di alcuni filmati amatoriali sull'irruzione, spediti dalla polizia, senza autorizzazione da parte della magistratura, in Svizzera e in Germania per il riversamento su DVD, e di cui si sono poi perse le tracce.
Il 10 giugno 2002, il vicequestore aggiunto Pasquale Guaglione riconosce, tramite foto e riprese, le due bombe Molotov sequestrate ufficialmente nella scuola Diaz come quelle da lui stesso ritrovate in alcuni cespugli di una traversa di corso Italia, al termine di una carica durante gli scontri del sabato facendo così sorgere i primi sospetti sulla reale provenienza delle Molotov.
Successivamente, il 4 luglio 2002, Michele Burgio, l'agente che guidava il mezzo nel quale erano riposte le bottiglie ("un magnum blindato in dotazione al reparto mobile di Napoli"), affermò di aver avvertito il Dirigente Superiore della Polizia di Stato Valerio Donnini (che viaggiava sul mezzo di cui Burgio era autista) della presenza di queste bottiglie e di aver chiesto se fosse opportuno portarle in questura, ricevette però una risposta brusca ("lui si è rivolto a me in modo alterato, come se avessi fatto una domanda stupida o che comunque non dovevo porre"), e aggiunse di aver ricevuto successivamente l'ordine dal vicequestore Pietro Troiani di portare le Molotov davanti alla Diaz. È stato inoltre ritrovato un video dell'emittente locale Primocanale (classificata col nome Blue Sky), che aveva ripreso tutti i giorni della manifestazione, girato nel cortile della scuola durante l'irruzione, in cui si vedono i responsabili delle forze dell'ordine che stanno guidando la perquisizione, intenti a parlare tra loro al telefono tenendo in mano il sacchetto azzurro nel quale erano contenute le Molotov. Successive inchieste giornalistiche della BBC, basate tra l'altro su filmati girati da operatori della Rai (depositati anche come prove dalle parti civili), mostrano come il sacchetto fosse stato al centro dell'attenzione di diversi responsabili, oltre che il suo trasporto all'interno dell'edificio, che si suppone sia stato effettuato da un ispettore della Digos di Napoli, rimasto non identificato.
Il vicequestore Pietro Troiani (che teoricamente non ricopriva alcun ruolo durante l'operazione) si contraddisse durante i successivi interrogatori, nell'affermare sia di aver ricevuto effettivamente le Molotov fuori dalla scuola da Burgio, sia che egli, probabilmente, era già stato informato prima di arrivare alla Diaz dell'esistenza delle bottiglie a bordo del mezzo di servizio e che forse ne aveva parlato anche con il vicequestore Di Bernardini. Ammise, tuttavia, di aver detto a quest'ultimo che esse "erano state trovate nel cortile o nell'immediatezza delle scale d'ingresso. Questa è stata la mia leggerezza, e me ne rendo conto".
Spartaco Mortola, l'ex capo della Digos genovese (che stando a quanto riferito dai media è uno dei superiori gerarchici che compaiono nel filmato di Primocanale), sostenne invece che le Molotov gli furono segnalate da due agenti del reparto mobile che le avevano reperite dentro la scuola, che con lui in quel momento erano due colleghi, forse La Barbera (morto l'anno successivo al G8) e Gratteri, nonché di aver visto al piano terra della scuola una cinquantina di manifestanti tranquilli e apparentemente senza lesioni o ferite.
Francesco Gratteri (presente, sempre secondo le notizie date dai media, nel succitato filmato) durante l'interrogatorio nell'ottobre 2003 sostenne, a proposito del finto accoltellamento:
Aggiunse che non ricordava né quando furono consegnate le Molotov, né se gli erano state indicate e che aveva trovato anomala la presenza delle telecamere delle televisioni subito dopo il loro arrivo.
Giovanni Luperi, vice di La Barbera, affermò che il sacchetto delle Molotov era passato di mano in mano tra gli ufficiali presenti, per rimanere infine a lui quando questi se ne erano andati mentre stava telefonando. Stando alla sua testimonianza, le consegnò alla dottoressa Mengoni della Digos di Firenze, la quale affermerà di averle a sua volta consegnate a un ispettore della Digos di Napoli che non conosceva personalmente e che non verrà mai identificato durante le indagini.
Sulla presenza delle Molotov una volta portate all'interno della scuola Luperi affermò:
Riferì inoltre di essere andato alla Diaz solo per seguire il suo superiore, La Barbera e di aver cercato, pur senza averne la responsabilità, di coordinare le azioni perché le forze dell'ordine erano in un "bailamme in cui nessuno capiva più nulla", cessando però di interessarsi alla perquisizione dopo l'arrivo del superiore. Dopo che La Barbera se ne era andato, senza che lui se ne accorgesse, e che anche Mortola della Digos genovese aveva abbandonato la scuola, era rimasto bloccato sul posto senza mezzi.
Nel gennaio 2007 sono stati sentiti come testimoni Claudio Sanfilippo, dirigente della squadra mobile di Genova e Luca Salvemini, vicequestore a Palermo, che erano stati incaricati nel giugno 2002 di svolgere alcune indagini sui fatti accaduti nelle scuole Diaz e Pascoli. Durante la testimonianza hanno riferito, tra le altre cose, della difficoltà di effettuare i riconoscimenti (come per esempio alcuni ritardi nel ricevere le foto degli agenti della polizia presenti per i confronti, o l'impossibilità di identificare un agente con una coda di cavallo, nonostante comparisse in diverse riprese e avesse appunto un aspetto caratteristico) e della mancata identificazione, nonostante sei anni di indagini, di una delle quindici firme dei verbali di arresto dei no-global.
Il 17 gennaio 2007, nel corso di un'udienza del processo relativo all'irruzione delle forze dell'ordine nella scuola Diaz, gli avvocati difensori degli agenti e dei funzionari di Polizia imputati hanno reso noto che le due Molotov usate come prova per giustificare l'irruzione erano state smarrite. Il tribunale ha deciso inizialmente che, finché non saranno ritrovate le due bottiglie incendiarie, non sarebbero state ascoltate le testimonianze legate a queste e si sarebbe proseguito con l'analisi di altro materiale e di altri testimoni. I media locali hanno riferito voci, non confermate ufficialmente, che vorrebbero le Molotov distrutte a causa della loro pericolosità (anche se ovviamente erano state svuotate) su richiesta della procura. Il processo vede la partecipazione di Alfredo Biondi in qualità di difensore di Pietro Troiani, il figlio Carlo come assistente di Franco Coppi nella difesa di De Gennaro, Luigi Li Gotti e Nico D'Ascola come legali di Gratteri.
Nella successiva udienza, il 25 gennaio 2007, il Tribunale di Genova ha respinto l'istanza avanzata dai difensori (tra i quali spicca il nome di Alfredo Biondi, parlamentare di Forza Italia ed ex ministro della giustizia) degli agenti dei funzionari di Polizia imputati: l'istanza invocava l'annullamento di almeno parte del processo in corso contro i loro 29 assistiti mettendo in discussione la validità dell'intero procedimento.
Respingendo la richiesta della difesa, il Presidente del Tribunale, Gabrio Barone, ha reso note le risultanze dell'indagine condotta dal questore Salvatore Presenti che, in una risposta scritta sollecitata dai Pubblici Ministeri Francesco Cardona-Albini ed Enrico Zucca, ha dato per certo che le Molotov siano da considerare - se non addirittura distrutte - comunque irrimediabilmente perdute.
La non recuperabilità materiale dei corpi di reato (custoditi in questura e in locali teoricamente accessibili per un certo periodo ad almeno uno degli imputati, il dirigente Digos Spartaco Mortola) non è stata tuttavia sufficiente a convincere la Corte ad accogliere le tesi difensive, che sono state rigettate spiegando come le due bottiglie Molotov fossero ormai già incluse nei fascicoli del processo durante il quale, in aula, un testimone aveva inoltre già effettuato dichiarazioni giurate sui movimenti delle stesse e come esse fossero state ampiamente referenziate da altri testimoni e consulenti tecnici che le avevano esaminate.
Il presidente Barone ha inoltre stigmatizzato duramente il comportamento della Questura di Genova, evidenziando come sia impossibile smarrire o addirittura distruggere corpi di reato di importante valenza se non per dolo o per colpa, non escludendo provvedimenti contro i responsabili della loro custodia; a tale proposito il PM Zucca ha chiesto l'apertura di uno specifico procedimento giudiziario, ricordando come Mortola fosse in servizio presso la questura genovese proprio nel periodo, individuato da Presenti, nel quale le Molotov sarebbero state distrutte. Lorenzo Guadagnucci, giornalista del quotidiano il Resto del Carlino, malmenato e gravemente ferito durante l'assalto alla Diaz e parte lesa nel processo, ha dichiarato:
Il 5 aprile 2007 il vicequestore Pasquale Guaglione, in videoconferenza per problemi di salute, ha confermato l'identificazione delle Molotov, testimoniando di averle riconosciute fin dai primi servizi televisivi che mostravano i materiali sequestrati alla scuola Diaz. Il vicequestore ha anche aggiunto che dopo il ritrovamento aveva mostrato le due Molotov (contenute in un sacchetto di plastica colorato e senza scritte) all'assistente che gli faceva da autista, al suo responsabile, per poi consegnarle al generale Donnini, che era sopraggiunto nel frattempo su un fuoristrada del reparto mobile di Roma, e che nella relazione di servizio preparata dal suo responsabile non erano stati scritti i particolari del ritrovamento (come alcune delle caratteristiche esterne particolari delle bottiglie che ne avrebbero permesso una facile individuazione) nonostante la sua esplicita richiesta. Il giorno dopo, nel riportare una breve descrizione dell'interrogatorio, i media locali danno anche la notizia che alcuni poliziotti sono stati iscritti nel registro degli indagati per la sparizione delle Molotov.
Il 4 maggio 2007 è stato ascoltato nel processo Francesco Colucci, al tempo questore di Genova. Colucci, stando a quanto riferito dai media, contraddicendosi più volte su diverse questioni (per es. su chi avesse fatto la comunicazione sul ritrovamento delle Molotov o sulla perquisizione errata alla vicina scuola Pascoli), contraddicendo anche passate testimonianze, avrebbe riferito che a coordinare la perquisizione alla Diaz era stato Lorenzo Murgolo e che il prefetto La Barbera (morto nel frattempo) era d'accordo. Successivamente a questa deposizione, a causa delle numerose contraddizioni, Francesco Colucci è stato iscritto nel registro degli indagati per falsa testimonianza.
Il 23 maggio 2007 viene ascoltato Ansoino Andreassi, all'epoca dei fatti vice capo della polizia: nella sua testimonianza afferma che sabato 21 luglio con l'arrivo di Arnaldo La Barbera, voluto dal capo della Polizia De Gennaro, venne cambiata la catena di comando, nonostante ufficialmente fosse un suo sottoposto: "Arnaldo La Barbera era la figura più carismatica. E lui quella sera era presente. A me dispiace parlare di un collega che non può più dire la sua. Ma è andata così. È pacifico." Secondo la testimonianza di Andreassi, a prendere la decisione dell'assalto alla Diaz furono quindi il prefetto Arnaldo La Barbera, il questore di Genova Francesco Colucci, il capo del Servizio centrale operativo della Polizia Francesco Gratteri, e il dirigente della Digos Spartaco Mortola. La decisione venne presa in due riunioni, alla prima delle quali Andreassi partecipò esprimendo la sua contrarietà (“tutti si stavano preparando ad andare a casa, la tensione stava scemando e dovevamo solo garantire il deflusso”), mentre alla seconda riunione, di carattere operativo, si rifiutò di partecipare. Inoltre Andreassi dichiarò che in quel momento era sentita dai vertici delle forze dell'ordine la necessità di effettuare il maggior numero di arresti possibile per poter recuperare l'immagine delle forze dell'ordine che non erano riuscite a fermare gli atti vandalici e gli scontri di quei giorni: "Si fa sempre così, in questi casi. È un modo per rifarsi dei danni ed alleggerire la posizione di chi non ha tenuto in pugno la situazione. La città è stata devastata? E allora si risponde con una montagna di arresti." Andreassi afferma anche di aver incaricato Lorenzo Murgolo (allora dirigente della digos di Bologna e oggi funzionario del SISMI, la cui posizione è già stata archiviata) di recarsi alla scuola per riferire se lo svolgimento della perquisizione potesse procurare problemi di ordine pubblico nel resto della città (dove molti no-global si stavano apprestando ad andarsene) e di aver ricevuto da questo, ad arresti e perquisizione già compiuti, la notizia del ritrovamento delle Molotov.
Nell'udienza del 30 maggio 2007 i PM hanno chiesto di poter acquisire agli atti una relazione stilata a suo tempo dall'ispettore ministeriale Pippo Micalizio (che aveva effettuato un'indagine esclusivamente da un punto di vista disciplinare), relativa all'organizzazione della perquisizione della scuola (a questa richiesta si è associato anche il difensore dell'ex questore Francesco Colucci). Secondo quanto riportato in questa relazione alla gestione della perquisizione aveva nociuto l'elevato numero di agenti impegnati (circa 275) e l'elevato numero di funzionari appartenenti a più corpi non ufficialmente coordinati tra di loro, eccessivi rispetto ai 93 manifestanti effettivamente trovati nella scuola (numero minore dei 150/200 stimati nella fase preparatoria).
Il 7 giugno 2007 è stato sentito nel processo il questore Vincenzo Canterini, all'epoca Comandante del I Reparto Mobile della Polizia di Stato con sede in Roma. Durante la deposizione, durata sei ore, Canterini ha ammesso di non aver assistito alla "resistenza attiva da parte dei 93 no-global" di cui al tempo aveva scritto nella sua relazione indirizzata al questore Francesco Colucci (reazione che è sempre stata usata per giustificare l'uso della forza da parte degli agenti), ma di averla invece dedotta da quello che era stato detto da altri agenti presenti nel cortile della scuola. Come altri testimoni ascoltati neppure Canterini è stato in grado di individuare con sicurezza chi coordinava le operazioni, ritenendo però che fosse Lorenzo Murgolo. Definisce la presenza di agenti di diversi corpi come "una macedonia di polizia" e relativamente all'accoltellamento dell'agente Nucera afferma che "All'inizio avevamo visto i tagli, sapevano dell'aggressione: ma non avevamo avuto la sensazione dell'accoltellamento".
Il 13 giugno 2007 uno dei 28 poliziotti imputati per l'irruzione alla Diaz, Michelangelo Fournier, all'epoca dei fatti vice questore aggiunto del primo Reparto Mobile di Roma agli ordini di Canterini, confessa in aula a Genova, rispondendo alle domande del PM Francesco Cardona Albini, di aver assistito a veri e propri pestaggi, sia da parte di agenti in uniforme (specifica, anche in interviste successive, "con l'uniforme dei reparti celere e un cinturone bianco... non blu come il nostro") sia in borghese con la pettorina. Fournier ha sostenuto di non aver parlato prima perché non ebbe "il coraggio di rivelare un comportamento così grave da parte dei poliziotti per spirito di appartenenza" e, parlando delle violenze, le ha definite "macelleria messicana" (nelle dichiarazioni rese precedentemente ai PM il vicequestore aveva sostenuto di aver visto dei feriti a terra, ma di non aver assistito ad abusi o pestaggi). A seguito delle sue dichiarazioni diversi esponenti dell'Unione hanno nuovamente chiesto l'istituzione di una commissione parlamentare sui fatti i quei giorni, ricordando che questa era anche presente nel programma elettorale della coalizione.
Il questore Vincenzo Canterini, intervistato dal quotidiano la Repubblica sulle dichiarazioni al processo del suo collega, conferma di non aver assistito personalmente a nessun pestaggio e di essere entrato nella Diaz quando "era tutto finito", pur ricordandosi di feriti (tra cui la ragazza di cui parlava Fournier) e che nessuno dei suoi uomini era da ritenersi responsabile di simili comportamenti. Canterini ribadisce anche che in quell'operazione nella scuola vi era "una macedonia di polizia" e che su 300 agenti entrati nella scuola solo 70 erano del suo reparto. Canterini nella stessa intervista sostiene anche di aver consigliato ad Arnaldo La Barbera di non entrare nella scuola, ma di sparare dentro all'edificio "qualcuno dei potenti lacrimogeni di cui avevamo dotazione" in modo da far uscire chi si trovava all'interno, ma di non essere stato ascoltato.
Il 20 giugno 2007 i media danno notizia dell'apertura di un'indagine per induzione e istigazione alla falsa testimonianza su Gianni De Gennaro. Secondo l'accusa De Gennaro avrebbe fatto pressioni sul questore Francesco Colucci perché desse una versione dei fatti concordata, in cui si potesse scaricare la responsabilità del blitz alla Diaz su Arnaldo La Barbera (ormai morto) e su Lorenzo Murgolo, la cui posizione è già stata archiviata in passato su richiesta dei PM. Interrogato il 14 luglio De Gennaro (da poco sostituito nel suo ruolo di capo della Polizia da Antonio Manganelli, e divenuto capo di gabinetto del ministro dell'Interno Giuliano Amato) ha respinto tutte le accuse. Secondo quanto riportato dai media vi sarebbe un'intercettazione telefonica in cui Colucci, parlando con un alto funzionario della Polizia indagato dalla Procura di Genova per una vicenda non legata al G8, affermerebbe che "Il capo dice che sarebbe meglio raccontare una storia diversa...". Per questi fatti i pubblici ministeri il 29 marzo 2008 hanno chiesto il rinvio a giudizio di Gianni De Gennaro, di Francesco Colucci e di Spartaco Mortola (degli ultimi due esisterebbero, sempre secondo quanto riportato dai media, diverse intercettazioni telefoniche in cui si parla della questione).
Il 6 luglio 2007, la difesa deposita le registrazioni delle telefonate alla centrale operativa della polizia.
Il 31 marzo 2008 i media hanno dato notizia dell'esistenza di intercettazioni tra un artificiere che aveva firmato un verbale in cui affermava che le due Molotov erano state distrutte per errore (il cui telefono era sotto controllo per altre indagini che lo riguardavano non legate ai fatti del G8) e un suo familiare, in cui il primo diceva che le Molotov sarebbero state da lui consegnate ad alcuni agenti della Digos, ma che questa versione non poteva essere data ai magistrati, per cui gli era stato consigliato di usare come scusa la distruzione accidentale dei due reperti. A tal proposito, la Corte di appello, nelle motivazioni della sua sentenza, ricostruisce che:
(Motivazioni della sentenza di secondo grado)
Il 3 luglio 2008 è iniziata la requisitoria dei Pubblici Ministeri nel processo di primo grado. Il 1º ottobre 2008 l'avvocato dello Stato al processo per i fatti avvenuti durante il G8 del 2001 ha negato la responsabilità degli imputati per l'assalto alla scuola Diaz.
L'avvocato dello Stato rappresenta il Ministero dell'interno.
Nel febbraio 2012 è stata chiesta, dai pm genovesi Enrico Zucca e Vittorio Ranieri Miniati, l'archiviazione per il reato di tentato omicidio per le percosse subite dal giornalista inglese Mark Covell, in quanto nonostante le indagini svolte negli anni trascorsi dai fatti non è stato possibile identificare gli agenti responsabili. I pm hanno evidenziato che le indagini sono state ostacolate anche da "una certa volontà di nascondere fatti e responsabilità" dovuta a un "malinteso senso dell'onore dell'istituzione". Rimaneva aperto il procedimento in sede civile contro il Ministero dell'Interno, che si concluse nel settembre 2012 con una condanna al risarcimento di 340 000 euro per le lesioni e 10 000 euro per le false accuse di cui era stato vittima in un primo tempo per giustificare l'arresto (al pari degli altri fermati della Diaz venne accusato di devastazione e saccheggio). Successivamente, nel febbraio 2015, la procura della corte dei conti della Liguria chiese che i 10 000 euro venissero pagati da 14 agenti e funzionari che avevano sostenuto le false accuse presenti nei verbali di arresto, e i 340 000 euro dagli allora comandanti del primo reparto mobile di Roma, Vincenzo Canterini, e del VII nucleo antisommossa, Michelangelo Fournier, responsabili degli uomini che avevano effettuato il pestaggio. Nel novembre dello stesso anno la corte ha confermato la condanna ai 14 funzionari delle forze dell'ordine, riducendo a 100 000 euro quelle inflitte a Canterini e Fournier, ritenendo che la cifra totale (340 000 euro) sarebbe stata in realtà da suddividere con i mai identificati eseguitori materiali dell'aggressione. La corte contabile, nella sentenza, motivava le sue decisioni sottolineando che era "accertato che il pestaggio subito dal Covell è stato opera di militari appartenenti alla Polizia di Stato, e in particolare al VII Nucleo speciale comandato da Canterini e Fournier" e, relativamente alle false accuse con cui erano stati giustificati gli arresti, i funzionari e gli agenti avrebbero "in spregio ai doveri del proprio ufficio, dolosamente attestato in atti di pg fidefacienti circostanze contrarie al vero, allo scopo di sottrarre se stessi e i colleghi alle responsabilità derivanti dagli esiti dell'azione di polizia, attribuendo falsamente fatti costituenti reato a soggetti che sapevano essere innocenti".

### La sentenza di primo grado
Il giorno 13 novembre 2008 viene emessa la sentenza di primo grado. Vengono condannati Vincenzo Canterini (4 anni), al tempo comandante del Reparto mobile di Roma, che secondo le ricostruzioni fu il primo gruppo a fare irruzione nell'istituto e diversi suoi sottoposti (tra cui Michelangelo Fournier, che definì la situazione nella Diaz "macelleria messicana", condannato a 2 anni). Condannati anche Michele Burgio (2 anni e 6 mesi) e Pietro Troiani (3 anni) per aver rispettivamente trasportato e introdotto all'interno dell'edificio le due Molotov. Per quello che riguarda l'irruzione nella scuola Pascoli e gli eventi successivi, su due richieste di condanna vi è stata una sola sentenza di colpevolezza con condanna a un mese di carcere. Assolti i vertici delle forze dell'ordine presenti durante il fatto e i responsabili che firmarono i verbali dell'operazione poi rivelatisi contenenti delle affermazioni erronee (come la presenza delle Molotov all'interno della scuola). Assolti anche due agenti indagati relativamente alla questione del dubbio accoltellamento da parte di un manifestante. L'accusa aveva chiesto 28 condanne, su 29 persone processate (era stata chiesta l'assoluzione di Alfredo Fabbrocini, inizialmente ritenuto responsabile dell'errata irruzione nella Pascoli, poi rivelatosi estraneo al fatto), per un totale di circa 109 anni di carcere. In totale sono stati erogati 35 anni e 7 mesi di carcere, più 800 000 euro di risarcimento (da parte di alcuni condannati e del Viminale) da dividere fra circa novanta persone. Non essendo avvenuta l'identificazione degli agenti che avevano ridotto in coma il giornalista inglese Mark Covell, questo è stato inizialmente risarcito di soli quattromila euro per essere stato "calunniato" da alcuni agenti.
Il 10 febbraio 2009 sono state depositate le motivazioni della sentenza di 1º grado, che nel riconoscere che:
e che
esclude che essa fu organizzata come "un complotto in danno degli occupanti" o una "spedizione punitiva", "di rappresaglia".
I giudici, al riguardo, precisano che
Interessante appare comunque la relazione stabilita tra la diffusa brutalità del VII nucleo comandato da Vincenzo Canterini e la connivenza di corpo tra i vari livelli, laddove si afferma che ancorché
Quanto all'omertà delle Forze di Polizia, viene infine accertato "un certo distacco rispetto all'indagine in corso", come "la polizia, una volta venute alla luce le violenze compiute all'interno della Diaz, non abbia proceduto con la massima efficienza nelle indagini volte ad individuarne gli autori e ad accertare le singole responsabilità", e che "tale atteggiamento ha contribuito ad avvalorare la sensazione di una certa volontà di nascondere fatti e responsabilità di maggiore importanza che seppure infondata o comunque rimasta del tutto sfornita di prove ha caratterizzato negativamente sotto il profilo probatorio tutto il procedimento".
Il 17 marzo 2009 l'avvocato dello Stato Domenico Salvemini, in rappresentanza del Ministero dell'interno, ha presentato ricorso in appello contro le condanne. Pochi giorni dopo, anche l'accusa ha deciso di ricorrere in appello con il procuratore generale - massimo organo inquirente del distretto genovese - che affianca i PM Francesco Albini Cardona ed Enrico Zucca.

### La sentenza di secondo grado
Il 18 maggio 2010 la terza sezione della Corte d'Appello di Genova ha riformato la sentenza di primo grado condannando tutti i vertici della catena di comando della Polizia che erano stati assolti nel precedente giudizio. In totale sono stati condannati 25 imputati su 28, per una condanna complessiva a oltre 98 anni e 3 mesi di reclusione.
In particolare, l'ex comandante del primo reparto mobile di Roma Vincenzo Canterini è stato condannato a cinque anni, il capo dell'anticrimine Francesco Gratteri e l'ex vicedirettore dell'Ucigos Giovanni Luperi a quattro anni ciascuno, l'ex dirigente della Digos di Genova Spartaco Mortola e l'ex vicecapo dello Sco Gilberto Caldarozzi entrambi a tre anni e otto mesi. Un dirigente della Polizia, Pietro Troiani, accusato con Michele Burgio di aver materialmente introdotto le Molotov nella scuola, è stato condannato a tre anni e nove mesi. Al contrario di quanto riferito in un primo tempo dalle notizie di agenzia, l'autista Michele Burgio è invece stato assolto con formula piena (per non aver commesso il fatto relativamente all'accusa di calunnia e perché il fatto non sussiste relativamente all'accusa di trasporto di armi). Condannati anche Massimo Nucera e Maurizio Panzieri, per i fatti relativi all'accoltellamento, ritenuto dalla corte di appello un falso; la stessa corte, nelle sue motivazioni, ha stigmatizzato anche i diversi cambi di versione dati nel tempo dai due indagati. Non sono stati dichiarati prescritti i falsi ideologici e alcuni episodi di lesioni gravi, mentre la prescrizione è scattata per i reati di lesioni lievi, calunnie e arresti illegali. Per i 13 poliziotti già condannati in primo grado, inoltre, le pene sono state inasprite. Il procuratore generale, Pio Macchiavello, aveva chiesto oltre 110 anni di reclusione per tutti i 27 imputati. Tra i condannati in primo grado, sono stati assolti per intervenuta prescrizione l'ex vice dirigente del reparto mobile di Roma Michelangelo Fournier e l'ex sovrintendente capo di Catanzaro Luigi Fazio.
Nelle motivazioni della sentenza la corte evidenzia che
e che
La Corte contesta diverse delle ricostruzioni del Tribunale. Sull'origine delle violenze da parte delle forze dell'ordine, ritiene che:
[...]

In sostanza, secondo la Corte, non è possibile descrivere i fatti in esame come la somma di singoli episodi delittuosi occasionalmente compiuti dagli operatori indipendentemente l’uno dall’altro in preda allo sfogo di bassi istinti incontrollati; al contrario, trattasi di condotta concorsuale dai singoli agenti tenuta nella consapevolezza che altrettanto avrebbero fatto e stavano facendo i colleghi, coerente con le motivazioni ricevute dai superiori gerarchici e con l’esplicito incarico di usare la forza per compiere lo sfondamento e l’irruzione finalizzati all’arresto di pericolosi soggetti violenti, senza alcuna preventiva o successiva forma di controllo sull’uso di tale forza.

La responsabilità di tale condotta e, quindi, delle lesioni inferte, è pertanto ravvisabile in capo ai dirigenti che organizzarono l’operazione e che la condussero sul campo con le modalità e le finalità sopra descritte; trattasi di responsabilità commissiva diretta per condotta concorsuale con quella degli autori materiali delle lesioni, perché scatenare una così rilevante massa di uomini armati incaricandola di sfondare gli accessi e fare irruzione nella scuola con la motivazione che all’interno soggiornavano i pericolosi Black Bloc che i giorni precedenti avevano messo a ferro e fuoco la città di Genova e si erano fatti beffe della Polizia, senza fornire un chiaro e specifico incarico sulla c.d “messa in sicurezza” o alcun limite finalizzato a distinguere le posizioni soggettive, significa avere la certa consapevolezza che tale massa di agenti, come un sol uomo, avrebbe quanto meno aggredito fisicamente ed indistintamente le persone che si trovavano all’interno, come in effetti è accaduto senza alcun segnale di sorpresa o rammarico manifestato da alcuno dei presenti di fronte all’evidenza del massacro.»
da cui il diverso esito processuale per molti degli imputati.

### Il ricorso in Cassazione
Nell'aprile 2011 il procuratore generale Luciano Di Noto ha chiesto alla Corte d'Appello di accelerare le pratiche burocratiche per il passaggio del processo al vaglio della Cassazione. Il timore espresso dal procuratore Di Noto è che intoppi e lungaggini burocratiche causino la prescrizione dei reati commessi. Tra le valutazioni che dovrà compiere la Corte di Cassazione è presente anche quella relativa alla possibile equiparazione dei reati compiuti a quelli di tortura o maltrattamento che, in base alle decisioni della Corte europea dei Diritti umani, non dovrebbero essere soggetti a prescrizione, condono o amnistia.
Il 14 luglio 2011 il quotidiano genovese Il Secolo XIX, nell'ambito di uno speciale sui 10 anni della manifestazione, ha pubblicato un articolo dal titolo provocatorio Nessuno paghi per la Diaz in cui evidenziava sia la presenza di anomalie nelle notifiche degli atti relativi ai ricorsi degli imputati, sia alcuni casi di domiciliazione ed errori nei ricorsi (secondo la tesi del quotidiano coscientemente voluti per allungare i tempi), che avrebbero portato il processo a un rischio concreto di oltrepassare i limiti della prescrizione. L'articolo evidenziava anche come molti dei responsabili indagati, nonostante le condanne in secondo grado, avessero poi fatto carriera o fossero stati promossi. Alcuni degli imputati, tra cui Mortola, hanno però comunicato al giornale, tramite i loro avvocati, che le irregolarità non li riguardavano e che avevano anzi l'intenzione di rinunciare all'eventuale prescrizione per giungere all'ultimo grado di giudizio.
Sulla questione ha preso posizione anche la sezione ligure di Magistratura Democratica, evidenziando che nei processi a carico dei manifestanti, alcuni dei quali condannati (15, 23 e 12 anni) per devastazione e saccheggio "la possibilità di valersi della prescrizione non è neppure ipotizzabile" pur essendo danni relativi a oggetti materiali, mentre nel caso delle azioni di cui sono accusati gli esponenti delle forze dell'ordine (lesioni, falso e abuso), ritenute più gravi, la prescrizione sarebbe vicina a causa della mancata esistenza del reato di tortura.
L'udienza in Cassazione è iniziata l'11 giugno 2012 e la sentenza era prevista per il 15 del mese, ma è stata rimandata al 5 luglio. Durante le udienze il procuratore generale della Cassazione ha considerato non sostenibile la richiesta della procura di Genova di considerare, al posto del reato di lesioni (già prescritto) quello (non esistente nell'ordinamento italiano) di tortura, in base a quanto stabilito nella Convenzione europea per la salvaguardia dei diritti dell'uomo e delle libertà fondamentali, parere poi condiviso dai giudici. Il pg ha anche chiesto che fossero dichiarati non ammissibili i ricorsi presentati da alcuni imputati, che, basandosi sull'interpretazione di una sentenza della Corte europea, chiedevano la riapertura del processo per riascoltare tutti i testimoni.
L'avvocato dello Stato, pur ammettendo le violenze all'interno della scuola ("L'operato della polizia fu grave. Inaccettabile che dei ragazzi fossero stati feriti"), ha chiesto l'annullamento della sentenza di appello per i 25 imputati, in quanto non direttamente responsabili delle violenze e, al tempo, non i più alti in grado tra coloro che decisero l'operazione ("Luperi e Gratteri, a Genova, quando si decise il blitz alla Diaz non c'erano [...] c'erano persone ben più alte in grado. Come Andreassi, Colucci, La Barbera"). È stato fatto notare che in caso di annullamento e di un nuovo processo di secondo grado, i reati ancora perseguibili sarebbero stati prescritti prima di un'eventuale ulteriore sentenza definitiva.
Il 5 luglio la Cassazione conferma in via definitiva le condanne per falso aggravato, confermando l'impianto accusatorio della Corte d'Appello. Convalida così la condanna a 4 anni per Francesco Gratteri, che nel frattempo era diventato capo del dipartimento centrale anticrimine della Polizia; convalida anche i 4 anni per Giovanni Luperi, vicedirettore Ucigos ai tempi del G8, in seguito capo del reparto analisi dell'Aisi. Tre anni e 8 mesi a Gilberto Caldarozzi, che in quegli di processi era diventato capo servizio centrale operativo. Il capo della squadra mobile di Firenze Filippo Ferri è stato condannato in via definitiva per falso aggravato, a 3 anni e 8 mesi e all'interdizione dai pubblici uffici per 5 anni. In parte convalidata (3 anni e 6 mesi) anche la condanna a 5 anni per Vincenzo Canterini, ex dirigente del reparto mobile di Roma, essendosi prescritto il reato di lesioni gravi la cui presenza aveva portato alla condanna da 5 anni in appello. Prescrive, invece, i reati di lesioni gravi contestati a nove agenti appartenenti al settimo nucleo speciale della Mobile all'epoca dei fatti.
Dopo la sentenza, è stata annunciata dal legale di alcuni dei condannati l'intenzione di ricorrere alla Corte europea dei diritti dell'uomo di Strasburgo, chiedendo di riaprire il processo in quanto una precedente sentenza della stessa corte affermava che, in caso di giudizi discordanti tra i primi due appelli di merito, ne occorresse un terzo.
Il 2 ottobre 2012 sono state pubblicate le motivazioni della cassazione. In queste i giudici hanno scritto che la condotta violenta della polizia nell'irruzione alla scuola Diaz ha "gettato discredito sulla Nazione agli occhi del mondo intero". Inoltre i supremi giudici evidenziano che gli imputati hanno dato vita a una "consapevole preordinazione di un falso quadro accusatorio ai danni degli arrestati, realizzato in un lungo arco di tempo intercorso tra la cessazione delle operazioni ed il deposito degli atti in Procura".
Alcuni dei condannati, al momento della sentenza, ricoprivano ruoli di rilievo nell'ambito delle forze dell'ordine italiane, che hanno dovuto abbandonare per via della pena accessoria dell'interdizione dai pubblici uffici. Dopo la condanna in Cassazione e la sospensione, ha fatto scalpore la carriera di Caldarozzi, il quale, dopo essere stato assunto come consulente alla Finmeccanica di cui era presidente l'amico Gianni De Gennaro, capo della polizia ai tempi del G8, è stato nominato vice-capo della Direzione Investigativa Antimafia nel 2017.

### Reazioni alla sentenza definitiva
Gianni De Gennaro, all'epoca della sentenza sottosegretario alla Presidenza del Consiglio dei ministri del Governo Monti, ex capo della polizia durante le manifestazioni genovesi, ha affermato di rispettare la sentenza e che:
(Dichiarazioni dell'ex capo della polizia Gianni De Gennaro)
Il ministro dell'Interno Annamaria Cancellieri ha affermato che:
(Dichiarazioni sulla sentenza del ministro dell'Interno in carica Annamaria Cancellieri)
ricordando però che
Il capo della polizia, Antonio Manganelli, ha premesso di essere
:
(Dichiarazioni sulla sentenza del capo della polizia Antonio Manganelli)
ma anche di
(Dichiarazioni sulla sentenza del capo della polizia Antonio Manganelli)
In un comunicato stampa di commento alla sentenza della Cassazione, la sezione italiana di Amnesty International ha rilasciato un comunicato in cui affermava che:
(Dichiarazioni della sezione italiana di Amnesty International,)
L'europarlamentare Vittorio Agnoletto, al tempo della manifestazione uno dei leader del variegato movimento no-global, il 6 luglio 2012, ha chiesto a nome di tutte le vittime le scuse ufficiali dello Stato.
Il 7 luglio 2012, il Comitato Verità e Giustizia per Genova, ha chiesto il ricambio ai vertici della polizia e una riforma delle forze dell'ordine. Oltre a questo ha auspicato la creazione di una legge sulla tortura e la creazione e applicazione di norme che rendano identificabili, con codici sulle divise, gli agenti in servizio di ordine pubblico.

### I processi a Mortola e De Gennaro e a Colucci
Nel luglio 2009 i PM Enrico Zucca e Francesco Cardona Albini hanno chiesto la condanna a un anno e quattro mesi di reclusione per Spartaco Mortola e di due anni di reclusione per Gianni De Gennaro, relativamente all'accusa di aver spinto il questore Francesco Colucci a cambiare versione durante le testimonianze, dandone una falsa. La questione è inerente alla presenza alla Diaz dell'allora responsabile delle pubbliche relazioni per la Polizia di Stato, Roberto Sgalla: inizialmente Colucci avrebbe affermato che De Gennaro gli aveva chiesto di chiamare Sgalla e di mandarlo alla Diaz, affermazione che dimostrerebbe la conoscenza di ciò che stava avvenendo nella scuola da parte dell'ex capo della Polizia e, presumibilmente, degli altri vertici delle forze dell'ordine, mentre successivamente il questore aveva affermato di aver chiamato Sgalla di sua iniziativa. Nell'ottobre seguente il giudice dell'udienza preliminare di Genova ha assolto i due funzionari per non aver commesso il fatto, rinviando però a giudizio Colucci.
Il 17 giugno 2010 la sentenza di appello condanna De Gennaro (nel frattempo passato a dirigere il Dipartimento delle informazioni per la sicurezza) a un anno e 4 mesi, mentre Mortola è stato condannato a un anno e due mesi. A seguito della condanna il prefetto ha annunciato le sue dimissioni, respinte dal governo, ottenendo pieno sostegno sia da parte degli esponenti dell'allora maggioranza di centro destra sia da parte di quelli dell'opposizione di centro sinistra.
Il 22 novembre 2011 il sostituto procuratore generale Francesco Iacoviello ha chiesto l'annullamento senza rinvio della sentenza di appello, richiesta accolta dalla corte di Cassazione che ha assolto Mortola e De Gennaro "perché i fatti non sussistono"
. Secondo Iacoviello i fatti oggetto di questo processo sarebbero stati di scarsa importanza, in quanto
È stato fatto notare da diversi media che la corte di Cassazione, pur ritenendo che non esistano prove nei confronti di De Gennaro e Mortola relativamente a eventuali pressioni su Colucci, nelle motivazioni alla sentenza prenda fortemente posizione relativamente all'operato delle forze dell'ordine che effettuarono la perquisizione nella Diaz. Nelle motivazioni i giudici sostengono infatti che l'intervento relativo alla perquisizione
e che
Il 10 dicembre 2012 l'ex questore Colucci è stato condannato in primo grado a 2 anni e 8 mesi (3 quelli richiesti dal PM) per falsa testimonianza. Contro questa sentenza annunciarono l'intenzione di ricorrere in appello sia la difesa sia la procura.
La sentenza di appello giunse il 16 dicembre 2013, confermando la condanna data in primo grado (contro i tre anni chiesti nuovamente dal PG)
Il 6 novembre 2014 il PG di Cassazione ha chiesto l'annullamento con rinvio del processo d'appello, pur evidenziando che la prescrizione, prevista per l'11 novembre, avrebbe di fatto reso inutile il nuovo processo. La difesa ha chiesto l'annullamento senza rinvio, evidenziando come nel 2011 fossero già stati assolti De Gennaro e Mortola.
La cassazione ha poi accolto la richiesta del PG, annullando con rinvio il processo d'appello. Nel gennaio 2016, in occasione della prima udienza del nuovo processo d'appello, Colucci ha chiesto la rimessione del processo ad altra sede, ma la Cassazione ha poi rigettato la richiesta del trasferimento. Il 13 luglio 2016 i media hanno dato notizia dell'assoluzione per prescrizione dei termini dell'ex questore (la difesa aveva chiesto l'assoluzione piena), annullando anche i risarcimenti per le parti civili (richiesti dal procuratore generale e dagli avvocati di parte civile).

### Reali conseguenze per i condannati
Pasquale Troiani e Salvatore Gava dopo aver scontato la loro pena sono rientrati in polizia, passando alla polizia stradale per poi fare carriera fino a diventare entrambi vicequestore nel 2020.

## Responsabilità civile
Nel 2013 sono state depositate le prime cause civili contro il Viminale chiedendo risarcimenti.
Nel 2018 la procura della Corte dei Conti della Liguria ha chiesto un risarcimento di 8 milioni di euro ai 27 poliziotti responsabili dell'aggressione a persone che si apprestavano ad andare a dormire, ospiti della scuola Diaz, per danni d’immagine e patrimoniali. Oltre alla bassa forza, che ha eseguito i brutali pestaggi, sono stati chiamati a risarcire tutti i comandanti, da Francesco Gratteri, allora direttore del Servizio Centrale Operativo, e il suo vice Gilberto Caldarozzi; Vincenzo Canterini, comandante del primo reparto Mobile di Roma, il suo vice comandante e i capisquadra, Giovanni Luperi e Francesco Gratteri, Filippo Ferri, Fabio Ciccimarra, Nando Dominici (questi ultimi all’epoca dirigenti di diverse Squadre mobili), Spartaco Mortola, Carlo Di Sarro, Massimo Mazzoni, Renzo Cerchi, Davide Di Novi e Massimiliano Di Bernardini. I magistrati indicano anche il capo della Digos di Genova, Spartaco Mortola, responsabile dell'uscita notturna.
La procura, indica che devono risarcire un danno patrimoniale indiretto, ovvero i risarcimenti alle parti civili pagati dal ministro dell’Interno, oltre alle spese legali per i processi, il tutto per oltre 3 milioni di euro. Secondo il magistrato contabile, lo Stato, non solo ha dovuto affrontare esosi risarcimenti, ma ha anche subito un grande danno d’immagine, quantificato in 5 milioni di euro.
Analogamente, nell'aprile 2018, la Corte dei Conti della Liguria aveva decretato la condanna a un risarcimento di 6 milioni di euro per 28 tra poliziotti, carabinieri e medici per gli abusi nella caserma di Bolzaneto, di cui era responsabile il direttore Alfonso Sabella, all’epoca capo dell’Ispettorato del Dipartimento dell’amministrazione penitenziaria.

## La corte europea dei diritti umani
Per il fatto che in Italia le leggi non prevedessero a quel tempo il reato di tortura, un ricorso è stato presentato alla Corte europea dei diritti umani di Strasburgo da Arnaldo Cestaro, che all'epoca dei fatti aveva 62 anni ed era stato una delle vittime del violento pestaggio da parte della polizia durante l'irruzione nella scuola. Gli furono rotti un braccio, una gamba e dieci costole, fu costretto a essere operato e subì a lungo le conseguenze delle percosse subite. Il 7 aprile 2015, i giudici della Corte europea dei diritti umani hanno condannato all'unanimità lo Stato Italiano a risarcire Cestaro con 45 000 € per la violazione dell'articolo 3 della Convenzione europea per la salvaguardia dei diritti umani e delle libertà fondamentali ("Nessuno può essere sottoposto a tortura né a pene o trattamenti inumani o degradanti") ritenendo che l'operato della Polizia di Stato alla Diaz "deve essere qualificato come tortura". Nelle motivazioni si legge che l'ammenda è stata imposta non solo per i fatti specifici, ma anche perché non era stata promulgata alcuna legge sulla tortura, consentendo ai responsabili del pestaggio di non essere sanzionati..
La sentenza Cestaro ha avuto un seguito il 22 giugno 2017, quando la Corte di Strasburgo ha condannato l'Italia con motivazioni analoghe a risarcire altri 29 occupanti della Diaz torturati dalla polizia durante il G8. I nuovi risarcimenti sono stati fissati tra i 45 000 e i 55 000 € a persona. La sentenza è stata emanata nel periodo in cui il testo della nuova legge sulla tortura era all'esame del Parlamento italiano. Il testo di legge per il reato di tortura in Italia è stato poi approvato in via definitiva dalla Camera il 5 luglio 2017. L'Italia ha in seguito dovuto sostenere analoghi risarcimenti per i dimostranti torturati nella caserma di Bolzaneto.

## Il filmDiaz
Il regista Daniele Vicari nel 2012 ha realizzato il film intitolato Diaz - Don't Clean Up This Blood, dedicato all'intera vicenda.

## Il libroDiaz
Vincenzo Canterini, comandante del reparto Mobile di Roma, uno dei responsabili dell'irruzione alla Diaz, ha scritto una memoria su quanto avvenuto alla scuola Diaz di Genova, dopo il G8. Canterini accusa gli alti vertici della Polizia di Stato, De Gennaro e Mortola, di aver cercato di depistare le indagini, scaricando tutte le colpe sui suoi uomini:
(dal libro Diaz di Vincenzo Canterini.)
I fatti di Genova 2001 e della scuola Diaz sono stati ricostruiti attraverso gli atti giudiziari anche nel libro Diaz, processo alla polizia, di Alessandro Mantovani, edizioni Fandango 2011.